# Thomas Smith (giocatore di football americano)
Thomas Lee Smith (Gatesville, 5 dicembre 1970) è un ex giocatore di football americano statunitense che ha giocato nel ruolo di cornerback nella National Football League (NFL).

## Biografia
Dopo avere giocato a football al college a North Carolina, Gordon fu scelto come 28º assoluto nel Draft NFL 1993 dai Buffalo Bills. Nella sua prima stagione giocò principalmente con gli special team. Scese in campo nel Super Bowl XXVIII, dove i Bills persero contro i Dallas Cowboys. Divenne il cornerback titolare di Buffalo nel 1994, un ruolo che mantenne sino alla stagione 1999. Firmò coi Chicago Bears nel 2000 e chiuse la carriera giocando con gli Indianapolis Colts nel 2001.

## Palmarès
- American Football Conference Championship: 1

Buffalo Bills: 1993

## Statistiche
| Partite    | 136 |
| intercetti | 6   |